# Piotr Bałtroczyk
Piotr Bałtroczyk (ur. 4 grudnia 1961 w Olsztynie) – polski dziennikarz, poeta, piosenkarz, konferansjer, satyryk, prezenter telewizyjny i radiowy.

## Życiorys
Absolwent III Liceum Ogólnokształcącego im. Mikołaja Kopernika w Olsztynie (1980), a następnie Wydziału Dziennikarstwa i Nauk Politycznych Uniwersytetu Warszawskiego (1987), gdzie obronił pracę magisterską napisaną pod kierunkiem Jana Baszkiewicza i zatytułowaną Utopia konserwatywna Ernsta Wiecherta.
Był działaczem studenckiego ruchu artystycznego, m.in. laureatem Festiwalu Artystycznego Młodzieży Akademickiej (FAMA). Później zajął się zawodowo działalnością konferansjerską, prowadząc różne festiwale i imprezy kabaretowe. W Telewizji Polskiej był prezenterem programów Zwyczajni niezwyczajni, Pegaz czy Kochamy polskie komedie. W 2001 wydał tomik wierszy Krawiectwo miarowe. Samouczek. W 2006 rozpoczął współpracę z telewizją Polsat, w której prowadził programy Piotr Bałtroczyk przedstawia (nagrodzony na IX Festiwalu Dobrego Humoru w Gdańsku w 2008) oraz Piotr Bałtroczyk na żywo. Grał Johna McPhersona w improwizowanym serialu kabaretowym Spadkobiercy. Pojawił się także w obsadzie produkcji Badziewiakowie oraz Wrzuć na luuuz.
Był członkiem komitetu poparcia Bronisława Komorowskiego przed wyborami prezydenckimi w 2010 i w 2015.

## Odznaczenia i wyróżnienia
W 2002 został odznaczony Brązowym Krzyżem Zasługi.
Laureat Wiktora 2004 i Wiktora 2007 w kategorii „Osobowość telewizyjna” oraz Nagrody Dziennikarzy na 38. Krajowym Festiwalu Piosenki Polskiej w Opolu (2001).

## Życie prywatne
Jest synem Andrzeja Bałtroczyka, olsztyńskiego dziennikarza i współtwórcy „Dziennika Pojezierza”. Z aktorką Joanną Fertacz ma dwóch synów: Kacpra i Piotra. Zamieszkał w Tuławkach pod Olsztynem, gdzie zajął się prowadzeniem gospodarstwa rolnego nastawionego na uprawę zbóż.